# Helen Dünner
Helen Dünner (Bern, 8 juli 1899 - Illnau-Effretikon, 28 maart 1985) was een Zwitserse advocate, notaris en feministe.

## Biografie
Helen Dünner studeerde na haar schooltijd in Aarau rechten aan de Universiteit van Zürich. In 1930 werd ze in het kanton Aargau advocate en in 1933 notaris. Rond 1932 werd ze doctor in de rechten. Van 1933 tot 1940 was ze voorzitster van de Aargauer Frauenzentrale, een vrouwenvereniging die voornamelijk opkwam voor de beroepsvorming van vrouwen. Dünner bepleitte dan ook de toegang van vrouwen tot studiebeurzen, hetgeen zou worden ingevoerd door de schoolwet in 1940. Van 1938 tot 1942 was ze tevens voorzitster van de Aargause afdeling van het Schweizerischer Verband für Frauenstimmrecht, de vereniging die opkwam voor het vrouwenstemrecht in Zwitserland.